# Капская трёхпёрстка
Капская трёхпёрстка (лат. Turnix hottentottus) — вид птиц рода Трёхпёрстки (Turnix) из семейства трёхпёрсток (Turnicidae). Эндемик ЮАР.

## Описание
Капская трёхпёрстка — редкая птица. Самки длиной 15 см, самцы немного мельче — 14 см. Вес птицы составляет от 40 до 62 г. Самки сверху чёрные с рыжими пятнами. Большинство перьев короны чёрные и имеют белую кайму. Спина и верхние перья хвоста чёрные. Голова, шея и верхняя часть груди имеют желтовато-коричневый цвет, а крылья — золотисто-коричневые. Перья по бокам шеи и груди окрашены в чёрный и белый цвета. Крылья коричневато-чёрные, их внешние края имеют частично охристый цвет. Перья на крыльях имеют светло-красные, желтовато-коричневые и белые пятна с чёрной перемычкой. Кончики крыльев белые. Нижняя часть груди и живота от желтовато-коричневого до белого. На груди, по бокам тела и по бокам имеются крупные черновато-коричневые пятна.

## Ареал и местообитание
Капская трёхпёрстка — эндемик Южной Африки. Встречается вдоль южного побережья Южной Африки от Кейптауна до залива Алгоа в Восточно-Капской провинции (ЮАР). Обитает в горном финбоше с редкой растительностью.

## Популяционные исследования
Исследования 1994 года в природном заповеднике «Мыс Доброй Надежды» показали, что плотность вида составляла там около 310—420 птиц на 25 км² горного финбоша. Однако оценка может быть завышенной и экстраполяция гораздо более низкой оценки плотности из исследования 1990 года предполагает, что общая популяция в Западном Кейпе составляет всего 400 птиц (Lee, 2013). Таким образом, общая численность населения является неопределённой, но, учитывая отсутствие более поздних данных предполагает, что она очень мала. По приблизительным оценкам, популяция находится в пределах 250—999 зрелых особей, при этом не более 250 особей составляют самую большую субпопуляцию.

## Охранный статус
Капская трёхпёрстка классифицируется как виды Вызывающие наименьшие опасения в Красном списке угрожаемых видов МСОП.